# Yoshiki Nakamura
Yoshiki Nakamura (jap. 仲村 佳樹, Nakamura Yoshiki; * 17. Juni 1969 in der Präfektur Tokushima, Japan) ist eine japanische Manga-Zeichnerin.

## Leben
Ihr erstes Werk als professionelle Manga-Zeichnerin veröffentlichte sie im November 1992 mit Love is all im Hana to Yume Planet Zōkan, einer Sonderausgabe des Manga-Magazins Hana to Yume.
Es folgten weitere Kurzgeschichten für Hana to Yume und dessen Schwestermagazine, die sich allesamt vorwiegend an jugendliche Mädchen richten, also Mangas der Shōjo-Gattung veröffentlichen. Im März 1994 brachte der Hakusensha-Verlag Nakamuras erste Buchveröffentlichung heraus, die Kurzgeschichtensammlung Yume de au yori suteki, in der neben der titelgebenden Manga-Geschichte auch ihre beiden Debütwerke enthalten sind. Ihre erste längere Manga-Serie trug den Titel Hijiri Koi. Sie erschien 1994 in ungefähr 110 Seiten im Hana to Yume und später auch als Sammelband. An ihrer nächsten Comicserie, MVP wa yuzurenai!, arbeitete sie bis 1996. Diese hatte bereits einen Umfang von 1.300 Seiten in sieben Sammelbänden.
Der Durchbruch für die Zeichnerin kam mit Tōkyō Crazy Paradise, das von 1996 bis 2001 in über 3.200 Seiten im Hana to Yume und später in neunzehn Sammelbänden erschien. Der Manga spielt in einer Welt, in der Frauen stark unterdrückt werden. Die jugendliche Protagonistin wird deshalb als Junge großgezogen. Ihr Mitschüler, ein Yakuza-Anführer, zwingt sie seinen Bodyguard zu spielen, obgleich sie als Polizistentochter eine sehr schlechte Meinung von der Yakuza hat. Es entspinnt sich eine ungewöhnliche Liebesgeschichte.
Seit 2002 zeichnet sie für Hana to Yume an Skip Beat!, das bisher 50 Bände zählt. In Skip Beat! steht die 16-jährige Kyoko im Mittelpunkt, die um Rache an ihrem Kindheitsfreund und ehemaligen Schwarm zu üben ins Showbusiness einsteigt und dabei ziemlich unkonventionelle Methoden anwendet. Im Jahre 2008 wurde zum Manga eine Animeserie mit 25 Folgen produziert.
Ihr Werk wird unter anderem ins Chinesische, Koreanische, Englische, Französische und Deutsche übersetzt.

## Werke (Auswahl)
- Love is all, 1992
- Ryōte ni tsuki (両手にツキ), 1993
- Yume de au yori suteki (夢で会うより素敵), 1993
- Hijiri Koi (聖恋), 1994
- MVP wa yuzurenai! (MVPは譲れない!), 1994–1996
- Tōkyō Crazy Paradise (東京クレイジーパラダイス, Tōkyō Kureishī Paradaisu), 1996–2001
- Blue Wars, 1997–2000
- Skip Beat! (スキップ・ビート!, Sukippu Bīto!), seit 2002
- Dramatic Love Album (禁断の林檎 -赤い名前-, Kindan no Ringo – Akai Namae), 2002